# Bao (rivière)
Pour les articles homonymes, voir Bao.
La Bao ou Bao He (caractères chinois : 褒水)   est une rivière qui coule dans la province chinoise du  Shaanxi. C'est un affluent du fleuve Han (affluent du Yangzi Jiang) lui-même affluent du Yangzi Jiang. La rivière est longue de 198 kilomètres et son bassin versant a une superficie de 3 940 km². Le débit de la rivière est de 50 m3/s.